# Gunda hainana
Gunda hainana är en fjärilsart som beskrevs av Moore 1878. Gunda hainana ingår i släktet Gunda och familjen silkesspinnare. Inga underarter finns listade i Catalogue of Life.